# Korgorusze
Korgorusze (Коргоруши) lub kolowiersze (коловерши) – w wierzeniach Słowian wschodnich duszki będące pomocnikami domowika.
Gospodarzowi domu, w którym mieszkały, mogły przysporzyć bogactwa lub sprzętów ukradzionych z innych domostw. Uważano, iż pojawiają się pod postacią kotów.